# Crotalaria micheliana
Crotalaria micheliana är en ärtväxtart som beskrevs av Rudolf Wilczek. Crotalaria micheliana ingår i släktet sunnhampor, och familjen ärtväxter. Inga underarter finns listade i Catalogue of Life.